# Нервна анорексия
Тази статия се отнася за заболяването. За медицинския симптом вижте Анорексия (симптом)
Нервната анорексия (на латински: anorexia nervosa) е заболяване, при което индексът на телесната маса става 18,5 или по-нисък.
Заболяването се развива на психическа основа. При болните от анорексия нервоза се наблюдава понижено тегло, нереалистична представа за външния вид, натрапчив страх от напълняване, контролиране на теглото чрез доброволно гладуване, предизвикано повръщане, прекомерна употреба на разхлабителни и диуретици. В медиите, а понякога дори в научната литература заболяването е наричано само анорексия, което технически не е съвсем правилно, защото анорексия (от гръцки: an – „липса на“ и orexis – „апетит“) е медицински симптом (понижен апетит, липса на апетит). То е типично предимно за младите жени и често е резултат от налаганите в медиите представи за идеалната жена.

## Симптоми и особености
Най-характерни симптоми на заболяването са:
- индекс на телесната маса 18,5 или по-нисък;[1]
- отказ да се поддържа тегло в рамките на медицински определените параметри за здравословно тегло;
- натрапчив страх от напълняване;
- нереалистична представа и необоснована самооценка за външния вид, отказ да се признае тревожно ниското тегло за проблем;
- при жени във фертилна възраст (след започване на менструацията и преди настъпване на менопаузата) отсъствие на три последователни менструации;
- наличие на други хранителни смущения.

Макар и не задължително свързани с наличието на анорексия нервоза, някои особености са често срещани при това заболяване.

### Психологични
- Нереалистична представа за външния вид.
- Самооценка, която се основава най-вече на теглото.
- Натрапчиви мисли за храна и собственото тегло.
- Перфекционизъм, повишена критичност към себе си.

### Емоционални
- Ниска самооценка.
- Клинична депресия.
- Честа смяна на настроението.

### Социални и междуличностни
- Влошаващи се резултати в работата или в училище, макар че при някои болни това не се наблюдава, вследствие на тенденциите им към перфекционизъм.
- Прекъсване на контакти с приятели и връстници.
- Влошаване на отношенията в семейството.

Не при всеки болен от анорексия нервоза е задължително да се наблюдават всички симптоми.

### Поведенчески
- Ограничение на храната, често отказ да се приемат определени храни (твърде калорични, богати на мазнини).
- Прекомерни физически упражнения.
- Пазене в тайна на особеностите в хранителния и физическия режим.
- Нерядко самонараняване, опити за самоубийство, злоупотреба със забранени вещества.

### Физически
- Прекомерен спад на теглото.
- Симптоми на недохранване като понижен метаболизъм, нисък пулс, хипотермия и анемия.
- Индекс на телесната маса под 18,5 при възрастните, 85% от нормалното за възрастта тегло при децата.
- Забавен растеж и физическо развитие при децата.
- Смущения в ендокринната система, водещи до спиране на менструацията.
- Недостиг на цинк.
- Понижено либидо, импотентност при мъжете.
- Смущения в електролитния баланс.
- Проблеми с кръвообращението.
- Понижена функция на имунната система.
- Отпадналост.
- Главоболие.
- Рушене на зъбите.
- Косопад.
- Суха кожа, напукани устни.
- Чупливи нокти.
- Растеж на фини, дълги косми по тялото – реакция на организма да предпази кожата от преохлаждане, като компенсира липсващия защитен слой подкожна мазнина.

## Развитие на заболяването
В миналото неправилно се е считало, че прекомерното и безразборно спазване на диети води до анорексия. Установено е обаче, че анорексия нервоза е психическо заболяване, което не е следствие, а причина за хранителните аномалии. Много често преди да започнат „регулиране“ на храната, при анорексиците е налице силно повишена тревожност. Проблемите най-често са свързани със семейната сфера, интимния живот, неудовлетворителното отношение на приятели и връстници. Обикновено се появяват натрапчиви мисли, че ако отслабнат, ще се случат определени неща, например: ще бъдат по-щастливи, ще са по-харесвани, животът им ще се промени в положителна насока. Ограничителният режим, който болните възприемат, може да включва някои от следните елементи или съчетание от тях – строга диета, доброволно гладуване, предизвикано повръщане, прекомерни физически упражнения, злоупотреба с диуретици и др. Следвайки подобен режим, те стават целенасочени и устремени, като в резултат започват методично да свалят килограми. Често преди задълбочаването на тревожните симптоми, болните от анорексия получават положителни отзиви за външния си вид от приятели и познати, което затвърждава убеждението им, че възприетият от тях режим им помага да бъдат по-щастливи. Спазването на режима ги кара да се чувстват силни, като контролират високата тревожност, провокирала развитието на заболяването. Характерна е повишена критичност към себе си.
Придържането към нездравословния начин на живот, възприет от болните от анорексия, може да доведе до фатален изход. Анорексия нервоза се счита за психическо заболяване, водещо до висока смъртност. Броят на случаите на самоубийство при болните е завишен в сравнение с останалата част от населението, като наличието на анорексия нервоза се счита за основна причина за акта довел до смъртта.

## Профилактика и лечение
Причините да се развие анорексия нервоза са строго индивидуални и трябва да се разглеждат по този начин. Проблемът е, че близките забелязват развитието на болестта доста късно, защото болните от анорексия добре се прикриват. Когато стане ясно, че е налице анорексия нервоза, обикновено нещата са извън контрол и се налага спешно настаняване в болница, с цел физическо оцеляване на пациента, а не реално лекуване на анорексията.
Много важно е да се знае, че анорексия нервоза предхожда диетите, а не е резултат от тях. Когато се установи, че даден човек е болен от анорексия нервоза, трябва веднага да се пристъпи към лечение и то да бъде комплексно. Условията за добро лечение са много, но като начало трябва да се потърси психолог и диетолог, а когато става въпрос за болнично настаняване и интернист. Нито едно от тези звена не може да бъде пропускано. Лечението е много продължително и доста трудно както за болния, така и за тези, които са около него.
Ако болният от анорексия нервоза не преодолее успешно кризата, е възможно анорексията да се хронифицира. Става въпрос за начин на мислене и поведение, начин на реагиране на проблемна ситуация, които ще се активизират наново. Това налага доста дълго лечение, което в началото е по-интензивно, а по-късно се редуцира и постепенно изчезва. Родителите и близките на пациенти с диагностицирана анорексия нервоза трябва да бъдат сигурни, че лечението няма да бъде доброволно, независимо от това какво ги убеждава болният – посещенията при психотерапевта и диетата трябва да се контролират много строго. Съществуват и други форми на лечение, които се прилагат в клиники в много страни, които са в рамките на 1 месец, рядко повече, където болният от анорексия е между други като него и лечението протича комплексно през целия ден.
Анорексия е лекувана успешно в Детско-юношеска психиатрия към Александровска болница в София.